# Valenciennes villamosvonal-hálózata
Valenciennes villamosvonal-hálózata (francia nyelven: Tramway de Valenciennes) egy normál nyomtávolságú villamoshálózat Franciaországban, Valenciennes városában. A hálózat jelenleg két vonalból áll, melyek hossza 54,4 km. A városban Alstom Citadis 302 sorozatú villamosok közlekednek, az áramellátás felsővezetékről történik. A közlekedés 2006. július 3-án indult meg.

## Története
Valenciennes első villamosa 1881-ben indult el és egészen 1966-ig üzemelt. Ám a teljes hálózatot felszámolták. Egészen 2006-ig kellett várni, hogy a városban ismét villamos közlekedhessen. A két vonalból álló hálózat beváltotta a hozzá fűzött reményeket, így a további bővítése is napirenden van.

## Képek

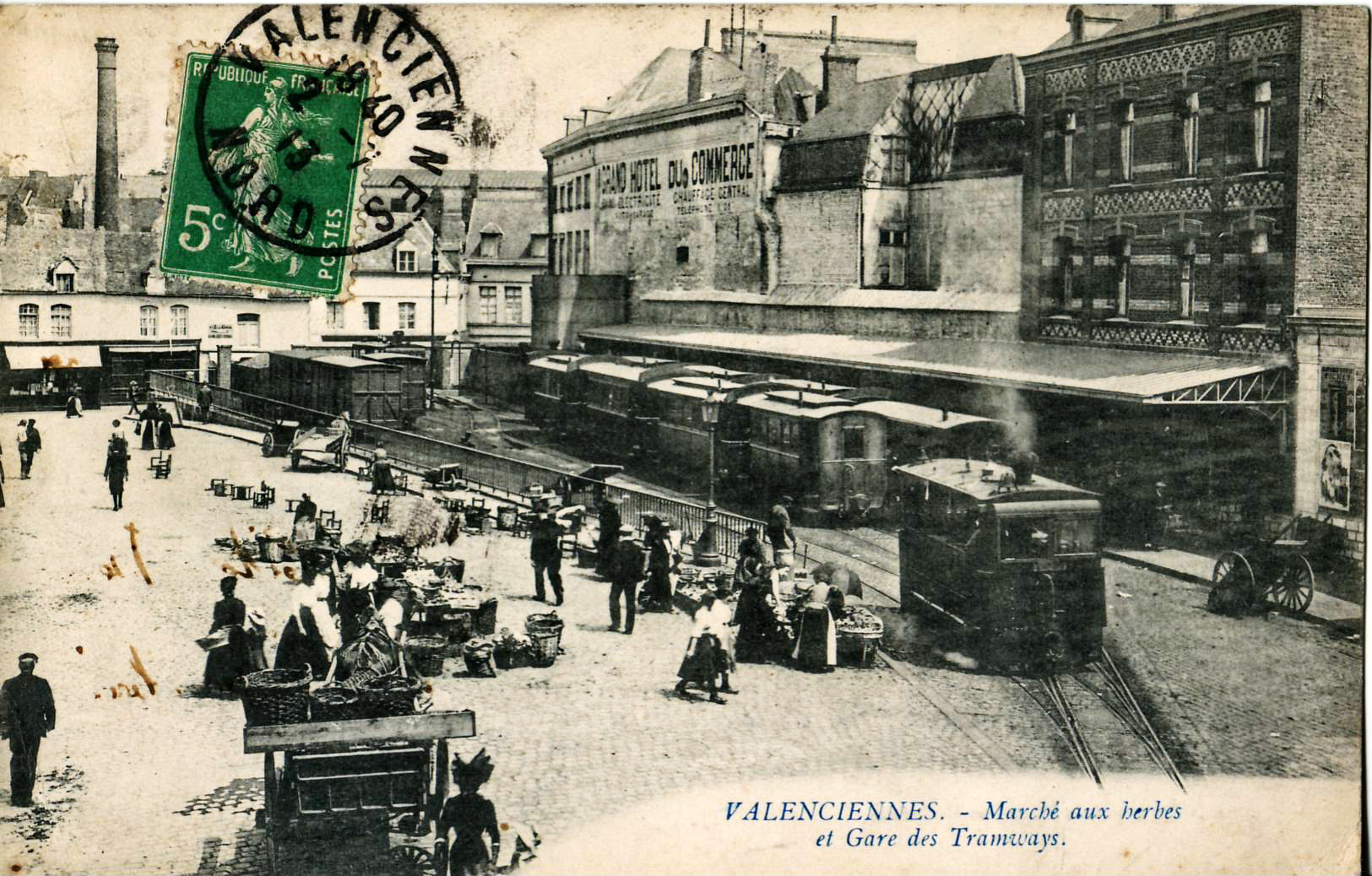
Egykori villamosok a városban
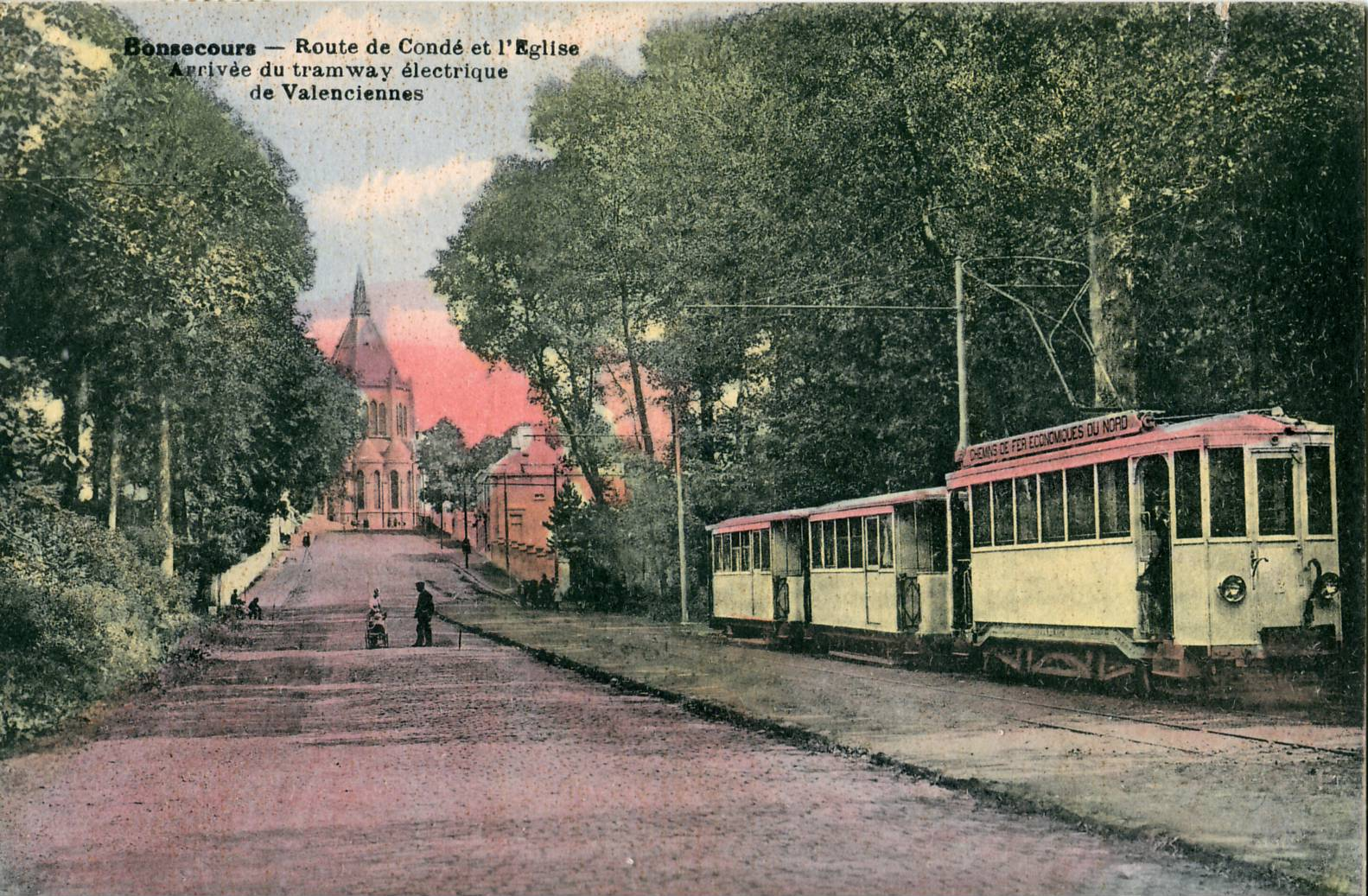
Villamos 1932-ből
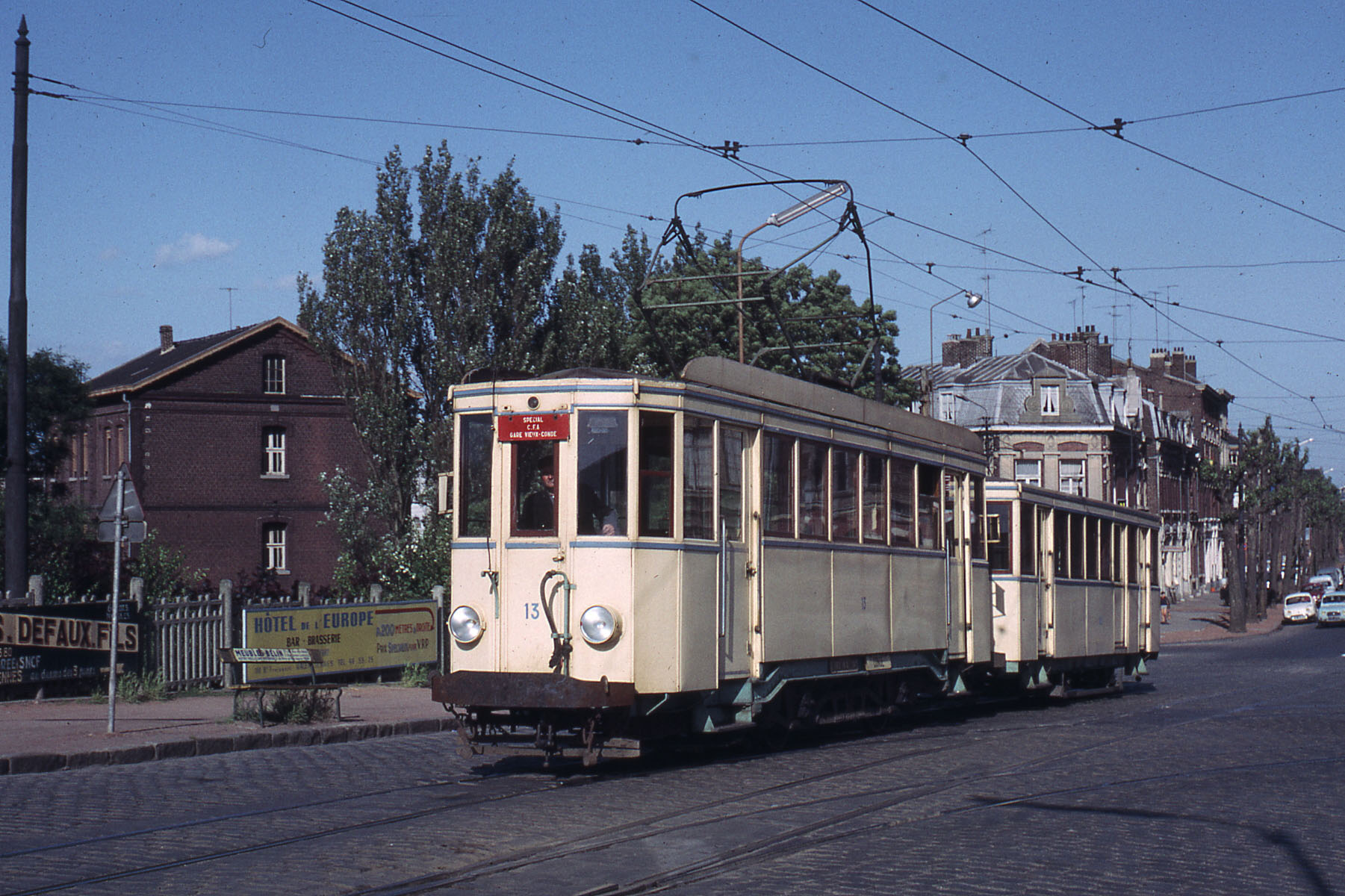
Nosztalgiavillamos 2011-ből
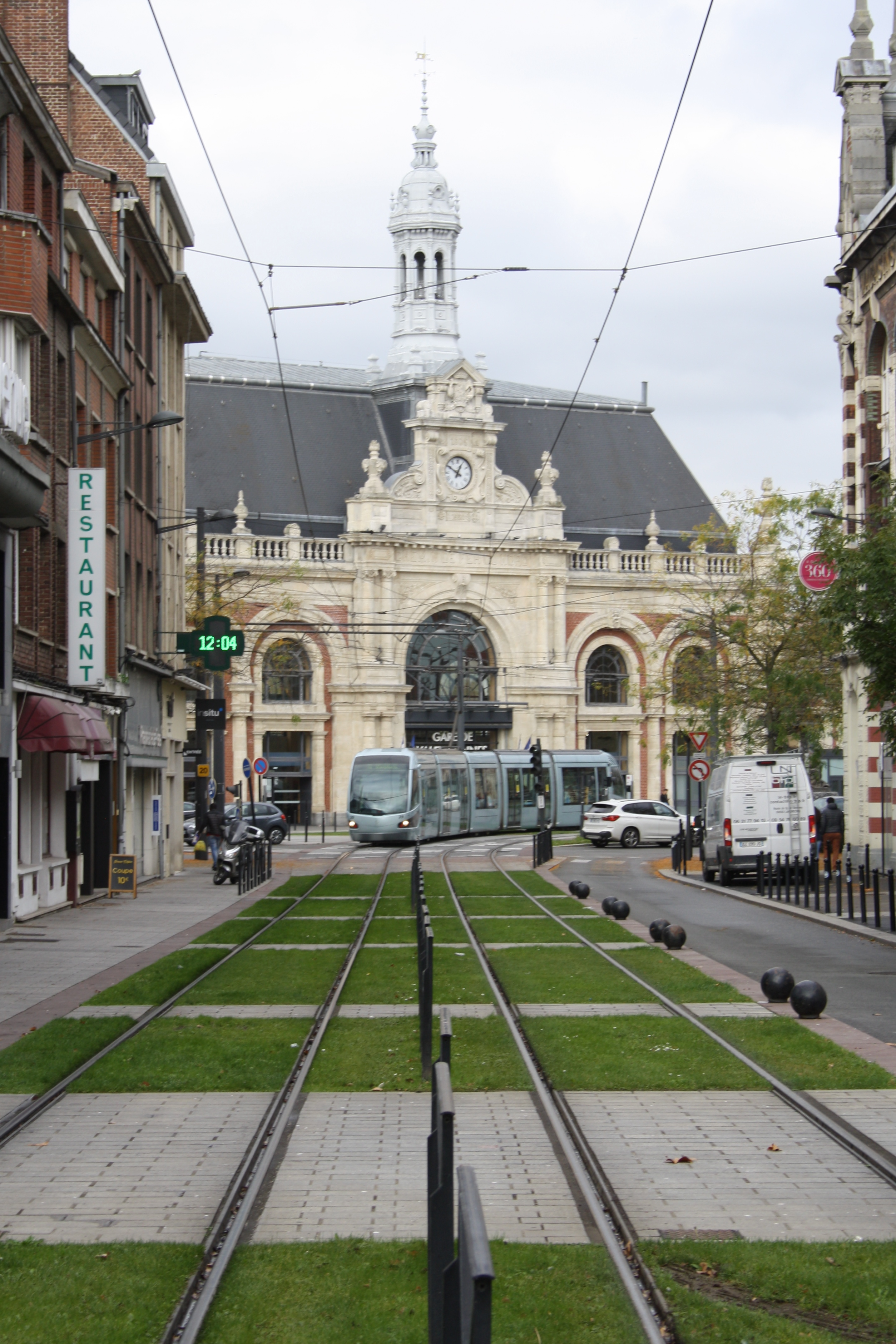
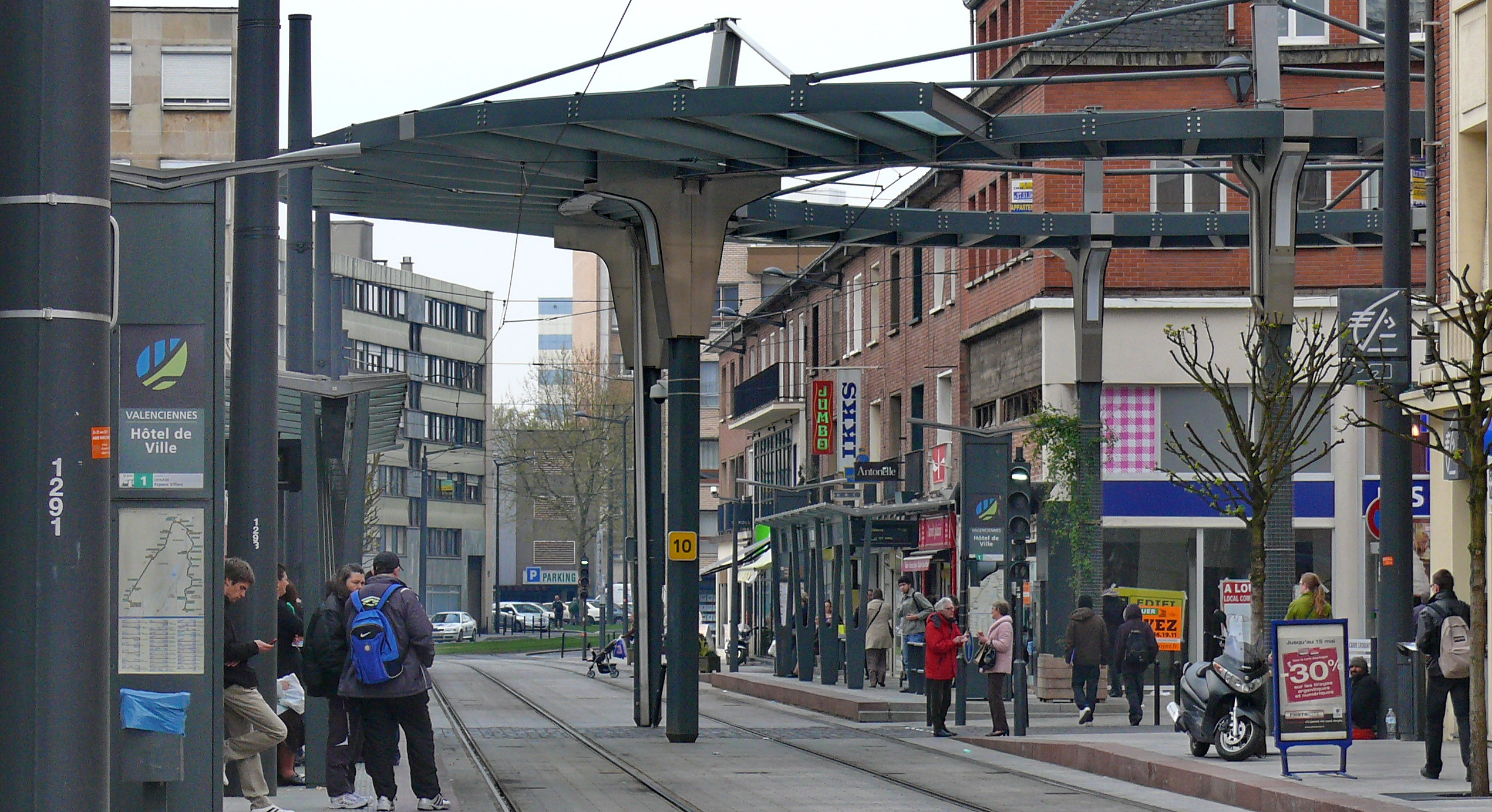
Villamosmegálló
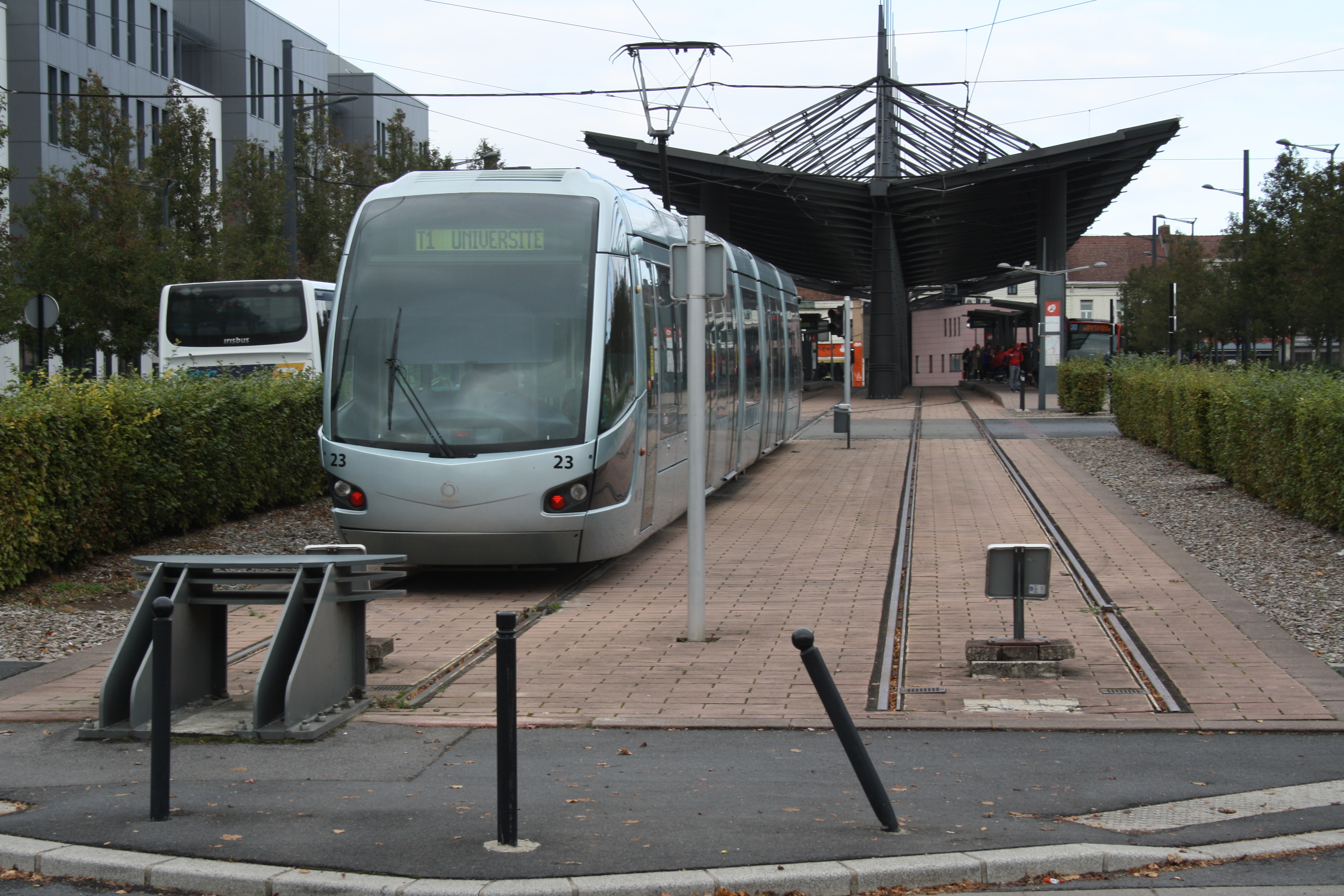
Végállomás
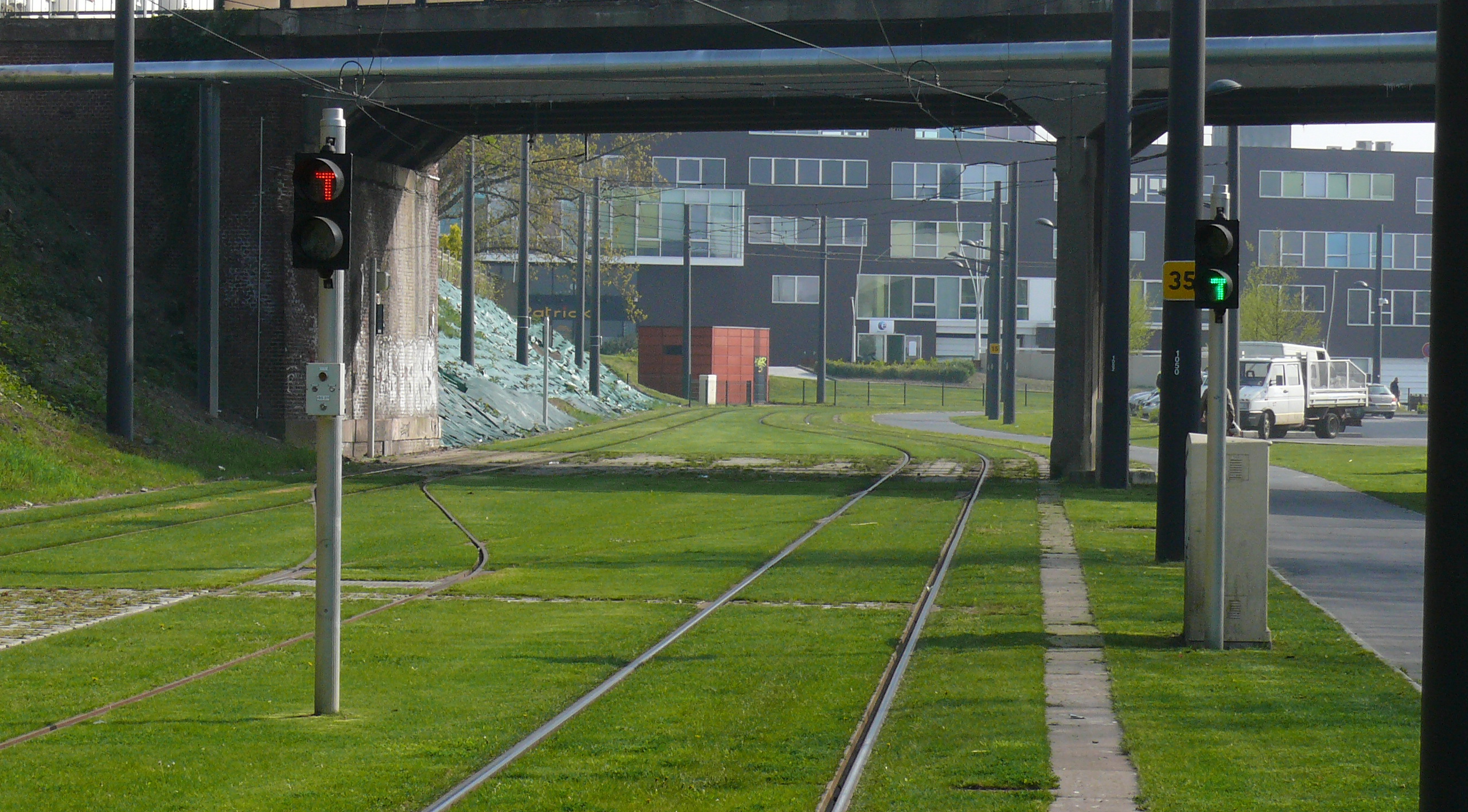
Füvesített villamospálya
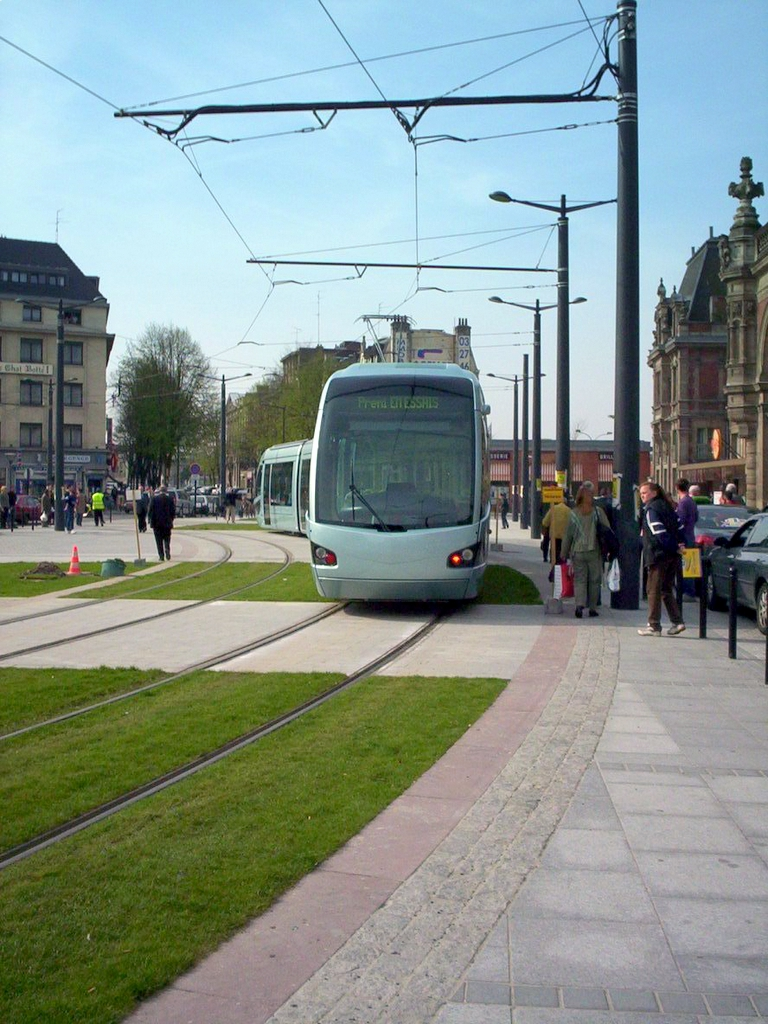